# Tečna hromatografija visokih performansi
Tečna hromatografija visokih performansi (HPLC, tečna hromatografija pod visokim pritiskom) je oblik kolonske hromatografije koji se često koristi u analitičkoj hemiji. HPLC je tehnika koja se koristi za razdvajanje, identifikaciju i kvantifikaciju komponenti iz smese na osnovu hemijskih interakcija između supstance koja se analizira i stacionarne faze u koloni.
Najvažnija komponenta svakog  sistema je pumpa koja propušta tečni rastvarač koji sadrži uzorak smeše kroz kolonu ispunjenu čvrstim adsorbentnim materijalom. Svaka komponenta u uzorku interaguje na nešto drugačiji način sa adsorbentnim materijalom, uzrokujući različite brzine protoka za različite komponente i dovodeći do razdvajanja komponenata dok izlaze iz kolone.
HPLC se koristi u različite svrhe, uključujući proizvodnju (na primer, tokom procesa proizvodnje farmaceutskih i bioloških proizvoda), pravne svrhe (na primer, detekciju doping supstanci u urinu), istraživanje (na primer, separaciju komponenata kompleksnih bioloških uzoraka ili sličnih sintetičkih hemikalija), i medicinske svrhe (na primer, detekciju nivoa vitamina D u krvnom serumu).
Hromatografija se može opisati kao proces masenog prenosa koji uključuje adsorpciju. HPLC se oslanja na pumpe koje propuštaju pritisnutu tečnost i uzorak smeše kroz kolonu ispunjenu adsorbentom, što dovodi do separacije komponenata uzorka. Aktivna komponenta kolone, adsorbent, obično je granularni materijal sastavljen od čvrstih čestica (na primer, silika, polimeri, itd.) veličine od 2–50 μm. Komponente uzorka se separišu zbog njihovih različitih interakcija sa česticama adsorbenta. Pritisnuta tečnost obično predstavlja mešavinu rastvarača (na primer, vodu, acetonitril i/ili metanol) i naziva se "pokretna faza". Njena kompozicija i temperatura igraju značajnu ulogu u procesu separacije, utičući na interakcije koje se odvijaju između komponenata uzorka i adsorbenta. Ove interakcije su fizičke prirode, kao što su hidrofobne (disperzivne), dipol-dipolne i ionske, često u kombinaciji.
HPLC se razlikuje od tradicionalne ("niskopritisne") tečne hromatografije jer su operativni pritisci značajno viši (50–350 bara), dok obična tečna hromatografija obično zavisi od gravitacione sile za prolazak pokretne faze kroz kolonu. Zbog male količine uzorka koji se separiše u analitičkoj HPLC, tipične dimenzije kolone su prečnika 2.1–4.6 mm i dužine od 30–250 mm. Takođe, HPLC kolone se prave sa manjim česticama adsorbenta (prosečne veličine od 2–50 μm). Ovo daje HPLC superiornu moć razdvajanja (sposobnost razlikovanja između jedinjenja) prilikom separacije smeša, što je čini popularnom hromatografskom tehnikom.
Shema HPLC instrumenta obično uključuje degazer, uzorkivač, pumpe i detektor. Uzorkivač unosi smešu uzorka u tok pokretne faze koja je nosi kroz kolonu. Pumpe obezbeđuju željeni protok i kompoziciju pokretne faze kroz kolonu. Detektor generiše signal koji je proporcionalan količini komponenti uzorka koje izlaze iz kolone, omogućavajući kvantitativnu analizu komponenata uzorka. Digitalni mikroprocesor i korisnički softver kontrolišu HPLC instrument i pružaju analizu podataka. Neki modeli mehaničkih pumpi u HPLC instrumentu mogu mešati više rastvarača u različitim odnosima tokom vremena, stvarajući gradient kompozicije u pokretnoj fazi. Različiti detektori se često koriste, kao što su UV/Vis, fotodiodni niz (PDA) ili masena spektrometrija. Većina HPLC instrumenata takođe ima kolonsku pećnicu koja omogućava podešavanje temperature na kojoj se separacija vrši.

## Način rada
Princip rada HPLC-a je forsiranje prolaska analizirane supstance (ili smeše) kroz kolonu (cev napunjenu materijalom sitnih čestica, a time i velike površine) pumpanjem tečnosti (mobilna faza) pod visokim pritiskom kroz kolonu. Unosi se mala zapremina uzorka u tok mobilne faze i na osnovu specifičnih hemijskih i fizičkih interakcija, dolazi do različitog zadržavanja komponenata smeše. Vreme zadržavanja zavisi od prirode supstance koja se analizira, stacionarne faze i sastava mobilne faze. Vreme za koje se supstanca eluira (dođe do kraja kolone) naziva se retenciono vreme i one je karakteristično za određenu supstancu. Korištenje visokog pritiska povećava linearnu brzinu i daje komponentama manje vremena za zadržavanje, što poboljšava rezoluciju hromatograma. Koriste se uobičajeni rastvarači, čisti ili u bilo kojoj kombinaciji (npr. voda, metanol, organski rastvarači, itd). Voda može sadržavati i neki pufer, kako bi se poboljšalo razdvajanje. Moguće je koristiti i gradijentno eluiranje, što podrazumeva promenu sastava mobilne faze u toku eluiranja.

## Tipovi-a

### Hromatografija na normalnim fazama
Ova metoda koristi polarnu stacionarnu fazu i nepolarnu mobilnu fazu, a koristi se kada je supstanca koja se analizira polarna. Polarna supstanca se adsorbira i zadržava na česticama stacionarne faze. Jačina adsorpcije je veća, što je veća polarnost supstance, a samim time veće i vreme zadržavanja. Korištenje polarnijih rastvarača u mobilnoj fazi smanjuje retenciono vreme. Ovaj tip hromatografije je napušten 1970-tih sa razvojem HPLC-a na obrnutim fazama, zbog slabe reproducibilnosti, usled promjena na česticama stacionarne faze pod uticajem rastvarača.

### Hromatografija na obrnutim fazama
na reverznim fazama (RP-HPLC) koristi nepolarnu stacionarnu fazu i polarnu mobilnu fazu. Najčešća stacionarna faza je silikatna, tretirana sa , gde je R alkilna grupa ravnog lanca kao  ili . Vreme zadržavanja je duže za manje polarne supstance. Vreme zadržavanja se povećava dodatkom polarnih rastvarača u mobilnu fazu a smanjuje se dodatkom hidrofobnih rastvarača. RP-HPLC funkcioniše na principu hidrofobnih interakcija, koje su rezultat odbijajućih sila između polarnog rastvarača i relativno nepolarne supstance koja se analizira i nepolarne stacionarne faze.
Na brzinu eluiranja utiče pH, zbog mogućnosti promene polarnosti supstance. Zbog toga se često u mobilnu fazu dodaju puferi. Kolone za RP-HPLC ne bi trebalo koristiti sa jakim bazama, zbog mogućnosti razgradnje silikatnih čestica.

## Komponente uređaja za
Uređaj za HPLC se sastoji od sledećih komponenata:
- Rezervoar mobilne faze
- Pumpa
- Injektor
- Kolona
- Detektor

### Pumpe
Najvažnija komponenta svakog  sistema je pumpa, čija je uloga je da obezbedi precizan i pouzdan tok mobilne faze kroz kolonu ispunjenu čvrstim adsorbentnim materijalom.
Pumpe za  moraju generisati visok pritisak kako bi obezbedile adekvatan protok rastvarača kroz kolonu. Operativni pritisak ovih pumpi obično se kreće u opsegu od 350 do 500 bara. Ovaj visok pritisak je ključan za efikasnu separaciju komponenata smeše.
Precizan protok rastvarača je od suštinskog značaja u HPLC analizi. Pumpe moraju omogućiti tačnu kontrolu protoka, koji varira u opsegu od 0,1 do 5 mL/min, u zavisnosti od specifičnih zahteva analize.
Pumpe često podržavaju generisanje gradijenata protoka, što omogućava promenu uslova separacije tokom analize. Gradijent protoka se često izražava kao promena protoka od 0,1 mL/min tokom određenog vremena. Ova mogućnost je od značaja za napredne analitičke procedure.
Da bi se osigurao konstantan protok, posebno kod detektora kao što su refraktometar (RI), detektori konduktivnosti (CD) i elektrohemijski detektori (ED), pumpe za HPLC moraju raditi bez stvaranja pulsa u toku mobilne faze. Ovo je ključno za dobijanje tačnih i preciznih rezultata analize.
Pumpe za HPLC treba da budu jednostavne za rukovanje i održavanje. To uključuje zamenu cilindara, zaptivača i ventila kako bi se očuvala njihova performansa.
Takođe, pumpe treba da imaju malu zapreminu kako bi omogućile brzu promenu sastava mobilne faze. Ovo je posebno korisno u analizama koje zahtevaju promene uslova separacije tokom analize.
Kako bi se obezbedila pouzdanost i trajnost pumpi, one treba da budu otporne na koroziju, stoga se danas najčešće prave od titanijuma ili teflona. 

##### Održavanje pumpi
Održavanje pumpi obuhvata zamenu određenih komponenti kao što su zaptivači i cilindri. Rubinske kuglice ili celi ventili se čiste ili menjaju u potpunosti. Pumpa ne sme da radi bez mobilne faze. Takođe je bitno nikada ne ostavljati rastvor pufera u pumpi kako bi se sprečilo formiranje kristala u ventilima. Idealna kompozicija mobilne faze obično uključuje vodu sa dodatkom 10% organskog rastvarača kako bi se sprečio rast algi i mikroorganizama u sistemu.

## Detektori za
Detektor ima važnu ulogu da određivanja komponenti koje izlaze iz kolone nakon eluiranja. Detektor generiše električni signal koji je proporcionalan intenzitetu neke osobine mobilne faze ili supstance koja se eluira. Tipovi detektora u HPLC-u su:
- detektor
- Fluorescentni detektor
- Elektrohemijski detektor
- Detektor indeksa loma
- Maseni spektrometar (MS)

## Spoljašnje veze
Liquid Chromatography на веб-сајту  (језик: енглески)